# デッツ反応
デッツ反応（—はんのう、Dötz reaction）とは、有機金属化学における合成反応のひとつ。アリール基またはビニル基と、アルコキシ基とで置換されたクロムカルベン錯体を、アルキン、そして一酸化炭素と反応させて、置換フェノールの Cr(CO)3 錯体に変える手法。
反応生成物の置換基の位置選択性は予測可能であり、アルキンで立体障害の高い置換基 (RL) がフェノールのヒドロキシ基の隣接位に、立体障害の少ない置換基 (RS) がアルコキシ基の隣接位に来るように環化が起こる。末端アルキン (RS = H) を用いると、位置選択性がより確実となる。
反応生成物のクロム錯体からは、硝酸セリウム(IV)アンモニウム (CAN) の添加や、空気などで穏やかに酸化することで、クロムを遊離させてフェノールを取り出すことができる。
フェノール類がすばやく簡便に得られることから、デッツ反応は天然物合成においてよく用いられる。

## 機構
下の図のように、アルキンへのカルベン錯体の付加から始まり、環化、開環、CO の挿入、環化を経て 4 が生成し、芳香族化により生成物のフェノール 5 となる。